# Porsche Cup Brasil
El Porsche Cup Brasil es un campeonato monomarca de automovilismo de velocidad de la marca Porsche que se disputa principalmente en Brasil desde el año 2005. Disputado exclusivamente por los modelos 911 GT3 Cup, tiene el apoyo de la división Motorsport de Porsche. Sigue la misma fórmula exitosa de la Supercopa Porsche, que hace todas sus carreras como preliminares de los Grandes Premios de Fórmula 1 disputados en Europa y otros continentes; y de las diversas ediciones de la Copa Porsche Carrera de Europa, Asia y Oceanía.
Todos los automóviles participantes quedan bajo los cuidados de la organización de la categoría, con soporte de la Stuttgart Sportcar, importadora oficial de Porsche en Brasil. Con ello, se asegura la igualdad de preparación para todos los competidores. El piloto no tiene ninguna preocupación con la preparación de los vehículos, sólo debe llegar al autódromo y correr.

## Estructura del campeonato
La organización del campeonato que , junto con su representante brasileño, Stuttgart Sportcar, y se divide en dos clases de competencia:
- Porsche GT3 Cup Challenge, que utiliza los mismos coches de la serie europea, Porsche 911 997 GT3 Cup, de 3,6 litros, de motores seis cilindros de aspiración natural que producen 420 CV (310 kW) y 420 Nm.;
- Porsche GT3 Cup Light, que utiliza un Porsche 911 996 GT3 Cup, motor menos potente.

## Campeones
| Año  | Challenge          | Light |
| ---- | ------------------ | ----- |
| 2005 | Beto Posses        | -     |
| 2006 | Xandy Negrão       | -     |
| 2007 | Ricardo Baptista   | -     |
| 2008 | Miguel Paludo      | -     |
| 2009 | Miguel Paludo      | ?     |
| 2010 | Ricardo Rosset     | ?     |
| 2011 | Constantino Júnior | ?     |
| 2012 | Ricardo Baptista   | ?     |
| 2013 | Ricardo Rosset     | ?     |
| 2014 | Constantino Júnior | ?     |
| 2015 | Ricardo Rosset     | ?     |
| 2016 | Lico Kaesemodel    | ?     |
| 2017 | Rodrigo Baptista   | ?     |
| 2018 | Werner Neugebauer  | ?     |